# Dick Boushka
Richard James Boushka, más conocido como Dick Boushka (San Luis, Misuri, 29 de julio de 1934-19 de febrero de 2019) fue un baloncestista estadounidense. Con 1,95 de estatura, su puesto natural en la cancha era el de ala-pívot. Fue campeón olímpico con Estados Unidos en los Juegos Olímpicos de Melbourne 1956.